# オフィスまめかな
オフィスまめかなは、東京都渋谷区にある日本の芸能事務所である。6代目三遊亭円楽・母心を中心とした演芸家のマネジメントと地方の落語興行の企画・運営に携わる。

## 概要
2010年に6代目 三遊亭円楽のマネージャー植野佳奈によって設立。
植野は1980年京都府京丹後市出身。早稲田大学第一文学部在学時から三遊亭楽太郎（当時）の事務所でアルバイトを始め、2001年4月卒業と同時にマネージャーになる。前任者の引退を受け2010年に独立。夫は事務所に所属している母心の嶋川武秀（富山県議会議員）、一男一女の母。
事務所名は円楽の大師匠にあたり植野が落語界に携わるきっかけとなった6代目 三遊亭圓生の義太夫時代の芸名「豊竹豆仮名太夫」と自らの名前をかけたもの。
オフィスまめかなは円楽一門会全体の事務所ではなく、円楽の資本参加もない。ただし、2021年2月9日に国会内で開催された落語界の実情と対策を考える落語議連会合には、新型コロナウイルスによる落語業界の現状についてのヒアリングに円楽一門会を代表する形で植野が参加している。
最盛期には植野の他に8人の社員がいたが、コロナ禍で公演数が減少。資金繰りが苦しくなった中、2022年1月に事務所の稼ぎ頭だった円楽が脳梗塞で倒れて入院。療養が長期化することが見込まれたため、女性スタッフに希望退社を募り、5人のうち4人が円満退社したことが週刊誌に報道された。

## 所属タレント

### 正式所属
- 6代目 三遊亭円楽 ※2022年9月に死去しているが、現在でも所属タレントとしてHPに記載されている。
- 三遊亭竜楽
- 三遊亭愛楽
- 三遊亭全楽
- 古今亭菊志ん
- 7代目　三遊亭円楽
- 柳貴家小雪
- 母心
  - 嶋川武秀（富山県議会議員） - 嶋川の妻が植野[9]
  - 関あつし（絵本作家）
- 三遊亭楽大
- 久保田吟水（書道家）

#### 業務提携
- 桂歌丸（落語芸術協会 五代目会長）※2018年7月に死去しているが、現在でも所属タレントとしてHPに記載されている。
- 柳家三三（落語協会）
- 三代目 柳貴家正楽（太神楽曲芸協会）
- 玉川太福（日本浪曲協会理事）
- 五代目 江戸家猫八（落語協会）

##### 過去の所属者
- 桂雀々（ラルテ、業務提携） ＊2024年11月死去。没後HPからは消えた。
- 元気丸（水戸竜司・北岡一成）＊解散